# Pilea plumulosa
Pilea plumulosa es una especie de planta del género Pilea, perteneciente a la familia Urticaceae.

## Taxonomía
Pilea plumulosa fue descrita por A. K. Monro en 1999.

## Distribución
Se encuentra en el territorio de Colombia, Costa Rica y Panamá.